# Gabriele Lorenz
Gabriele Lorenz ist eine ehemalige deutsche Schauspielerin.
In der deutschen Fernsehkrimiserie Derrick verkörperte Lorenz im Oktober 1974 in der ersten Folge Waldweg die Internatsschülerin Ellen Theiss, die auf dem Nachhauseweg von ihrem Lehrer Manger – gespielt von Wolfgang Kieling – ermordet wird. Sie ist damit die erste Leiche dieser Serie.